# If I Should Go Before You
If I Should Go Before You è il quinto album in studio di City and Colour, progetto del cantautore canadese Dallas Green. Il disco è stato pubblicato nel 2015.

## Tracce
1. Woman – 9:16
2. Northern Blues – 4:50
3. Mizzy C – 3:59
4. If I Should Go Before You – 4:16
5. Killing Time – 4:21
6. Wasted Love – 2:58
7. Runaway – 4:14
8. Lover Come Back – 3:54
9. Map of the World – 2:52
10. Friends – 4:58
11. Blood – 5:16